# Vendula Bednářová

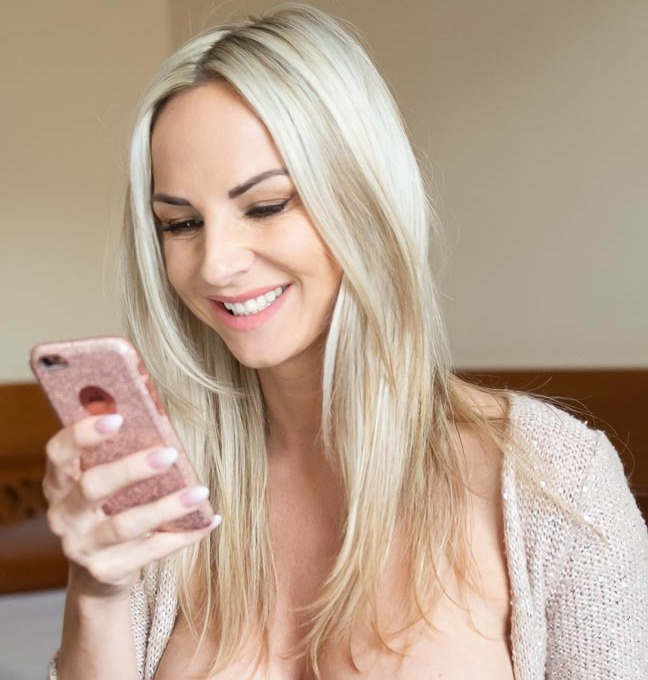
Vendula Bednářová (2019)

Vendula Bednářová (* 9. Mai 1983 in Pilsen) ist eine tschechische Schauspielerin sowie ein Foto- und Erotikmodell.

## Leben
Bednářová steht seit 2004 als Model vor der Kamera. Nach dem Abschluss ihrer Ausbildung an einer Hotelfachschule in Pilsen begann sie mit einundzwanzig Jahren eine Karriere als Aktmodell. Sie sammelte an den verschiedensten Fotosets mit verschiedenen Fotografen in den ersten zwei Jahren viel Erfahrung und bereiste dabei weite Teile Europas. Für ihre darstellerische Arbeit benutzte sie teilweise Pseudonyme, etwa Vanessa Cooper, Tami oder Ambra.
Zeitweise wirkte sie u. a. mit weiteren Fotomodellen bei Produktionen der ehemaligen niederländischen Turnerin und Erotikdarstellerin Verona van de Leur mit.
Sie arbeitete mit verschiedenen Fotografen zusammen, so etwa Roman Sluka, Milan Hladil, Michelle Saten, Jana Křenová und Marc Collins.

## Filmografie (Auswahl)
- 2008: Blood Countess 2: The Mayhem Begins (Příběhy ze života Alžběty, kněžny Čachtické 2. – Vzpoura začíná)
- 2007: Mistress of Souls
- 2009: Caligula’s Spawn